# Автомобильная техника военного назначения
Автомобильная техника военного назначения (АТ) — небронированная колёсная и гусеничная техника, используемая для обеспечения боевой и повседневной деятельности войск. Подразделяется на АТ военного и общего назначения. К АТ вооруженных сил РФ относят военные автомобили, транспортёры, тягачи, машины тех обслуживания и ремонта, эвако средства, прицепы, полуприцепы, кузова-фургоны и др. АТ общего назначения составляют легковые и грузовые автомобили, автобусы, колёсные и гусеничные тракторы, автокраны, прицепы и полуприцепы, выпускаемые промышленностью для общехозяйственных нужд страны.

## Классификация
В Вооруженных силах Российской Федерации, как и ранее в Вооружённых Силах СССР к ним относят:
- колесные небронированные боевые и строевые машины;
- небронированные машины тылового, транспортного и технического обеспечения (например, тягачи);
- многоцелевые небронированные машины, многоцелевой транспортер-тягач бронированный МТ-ЛБ, как и бронированные машины на его базе — автомобильная техника;
- прицепы и полуприцепы;
- гусеничные транспортеры, тягачи и трактора, так как в Вооружённых Силах СССР они были в ведении автомобильной службы[1].

## К автомобильной технике не относят
- бронированные колесные машины — БТР-ы и бронированные разведывательные и разведывательно-дозорные машины (БРДМ-1 и БРДМ-2) и машины на их базе — в Вооруженных силах Российской Федерации, как и в Вооружённых Силах СССР — бронетанковая техника
- мотоциклы — в Вооружённых Силах СССР относили и в Вооруженных силах Российской Федерации традиционно относят к бронетанковой технике
- машины технического обеспечения и ремонта бронетанковой техники, даже и на колесном небронированном автомобильном шасси, в Вооружённых Силах относили и относят к бронетанковой технике[2].

## Описания
Ремонтные мастерские часто монтируются на шасси колесных машин многоцелевого назначения. Ремонтно-эвакуационные машины используются для вытаскивания застрявших и транспортировки поврежденных машин.
Удельная мощность автомобилей малой грузоподъемности не ниже 15-22 кВт/т, автомобилей средней и большой грузоподъемности не ниже 11-15 кВт/т.
Общее число классов грузоподъемности машин колеблется от пяти до семи. Наибольшее распространение получили автомобили грузоподъемностью до: 0,75 (тактические автомобили должны обладать высокой проходимостью); 1,25; 2,5; 4; 8;
10 тонн и более (например, танковые трейлеры).

I. Общие положения

1. Военно-транспортная обязанность устанавливается для своевременного, качественного и в полном объёме обеспечения транспортными средствами Вооруженных Сил Российской Федерации, других войск, воинских формирований и органов, а также создаваемых на военное время специальных формирований (далее именуются — войска, формирования и органы) в период мобилизации и в военное время.

В целях настоящего Положения под транспортными средствами понимаются железнодорожный, водный, воздушный, трубопроводный, автомобильный, гужевой и вьючный транспорт, мотоциклы, промысловые и специальные суда, тракторы, дорожно-строительные, подъемно-транспортные и другие машины и механизмы.
Там же

4. Правовую основу военно-транспортной обязанности составляют Конституция Российской Федерации, международные договоры Российской Федерации, федеральные законы «Об обороне», «О мобилизационной подготовке и мобилизации в Российской Федерации», другие федеральные законы и иные нормативные правовые акты Российской Федерации по вопросам военно-транспортной обязанности, а также настоящее Положение.
— Указ Президента РФ от 2 октября 1998 г. №1175 "Об утверждении Положения о военно-транспортной обязанности"

## Классификация по группам эксплуатации
По группам эксплуатации АТ подразделяется на:
- боевую группу (колесные автомобили и гусеничные транспортеры и тягачи для установки на них вооружения или тягачи прицепного вооружения на крупных учениях [по особому распоряжению] и в боевых действиях);
- учебно-боевую группу (те же и для повседневной учёбы личного состава);
- строевую группу (транспортные автомобили и гусеничные транспортеры для перевозки людей и грузов [боеприпасов, снаряжения, продовольствия, горючего и т. д.] и гусеничные тягачи для тяги невооружения [прицепов для грузов: боеприпасов, снаряжения, продовольствия, горючего и т. д.]);
- учебную группу (колесные автомобили и гусеничные транспортеры и тягачи только для повседневной учёбы личного состава, в том числе и в учебных частях)[3].